# Муртер (Муртер-Корнати)
Муртер је насељено мјесто у Далмацији. Припада општини Муртер-Корнати, у Шибенско-книнској жупанији, Република Хрватска.

## Географија
Муртер се налази на острву Муртер, удаљен око 30 км сјеверозападно од Шибеника.

## Историја
Насеље се до територијалне реорганизације у Хрватској налазило у некадашњој великој општини Шибеник.

## Становништво
Према попису становништва из 2011. године, насеље Муртер је имало 2.025 становника.
| Демографија | Демографија | Демографија |
| Година      | Становника  | Становника  |
| ----------- | ----------- | ----------- |
| 1971.       | 2.164       |             |
| 1981.       | 1.846       |             |
| 1991.       | 2.010       |             |
| 2001.       | 2.068       |             |
| 2011.       |             | 2.025       |

## Попис1991.
На попису становништва 1991. године, насељено место Муртер је имало 2.010 становника, следећег националног састава:
| Попис 1991.‍   | Попис 1991.‍  | Попис 1991.‍ | Попис 1991.‍ | Попис 1991.‍ |
| ------------- | ------------ | ----------- | ----------- | ----------- |
|               |              |             |             |             |
| Хрвати        | Хрвати       |             | 1.935       | 96,26%      |
| Срби          | Срби         |             | 16          | 0,79%       |
| Албанци       | Албанци      |             | 8           | 0,39%       |
| Југословени   | Југословени  |             | 6           | 0,29%       |
| Мађари        | Мађари       |             | 5           | 0,24%       |
| Словенци      | Словенци     |             | 5           | 0,24%       |
| Црногорци     | Црногорци    |             | 2           | 0,09%       |
| Македонци     | Македонци    |             | 1           | 0,04%       |
| Муслимани     | Муслимани    |             | 1           | 0,04%       |
| Немци         | Немци        |             | 1           | 0,04%       |
| Словаци       | Словаци      |             | 1           | 0,04%       |
| остали        | остали       |             | 9           | 0,44%       |
| неопредељени  | неопредељени |             | 2           | 0,09%       |
| регион. опр.  | регион. опр. |             | 1           | 0,04%       |
| непознато     | непознато    |             | 17          | 0,84%       |
| укупно: 2.010 |              |             |             |             |